# Trox horridus
Espèce
Trox horridus est une espèce d'insectes coléoptères présente dans les régions afrotropicales.